# Lebanon (New Hampshire)
Pour les articles homonymes, voir Lebanon.
Lebanon est une ville du comté de Grafton, dans l’État du New Hampshire, au nord-est des États-Unis. La commune compte 13 151 habitants en l’an 2010. 